# Andrea Zanuttig
Andrea Zanuttig (Monfalcone, 29 aprile 1966) è un allenatore di calcio, dirigente sportivo ed ex calciatore italiano, di ruolo centrocampista, tecnico dell'UF Monfalcone.

## Carriera

### Giocatore
Dopo il debutto in Serie C2 con il Mestre, nell'estate 1985 passa all'Inter dove però non disputa nessuna gara di campionato. Nel 1986 si trasferisce alla Reggiana in Serie C1. Nella stagione 1987-1988 ottiene una promozione in Serie C1 con il VeneziaMestre, e negli anni successivi continua a calcare i campi della Serie C2 con le maglie di Treviso e Turris.
Nel 1990 passa all'Alessandria con cui vince il campionato di Serie C2 1990-1991 e gioca le successive quattro annate con i grigi in C1. Nel 1995 debutta con la Pistoiese in Serie B, categoria in cui gioca anche l'anno successivo con la Lucchese.
Termina la carriera da professionista nel 1998 con la maglia del Pisa in Serie C2.
In carriera ha totalizzato complessivamente 49 presenze e una rete in Serie B.

### Dopo il ritiro
Dopo una fugace presenza sulla panchina del Ronchi, approda alle giovanili della Triestina occupandosi degli Allievi Nazionali. Nel 2005 torna al Ronchi ricoprendo il ruolo di direttore sportivo. Nel 2009 torna ad allenare, passando alla Ponziana dove rimane poco più di una stagione. Nel 2012 viene assunto dal Vesna, società della frazione di Santa Croce nel comune di Trieste, dove rimane per tre stagioni.
Nella stagione 2015-2016 allena l'Unione Fincantieri Monfalcone, portandola a una difficile salvezza in Serie D. Non prosegue sulla panchina della città dei cantieri poiché la società rinuncia alla Serie D e riparte dalla terza categoria. Nel corso del successivo campionato viene ingaggiato dalla Virtus Corno in Eccellenza ma a fine stagione lascia per intraprendere l'avventura al Lumignacco che sfiora la Serie D perdendo il ritorno del secondo turno di spareggio fra le seconde classificate di Eccellenza in trasferta col Calvisano. A metà luglio 2018 improvvisamente chiude il rapporto con la società udinese.
Passa quindi in Eccellenza al Torviscosa dove ottiene un quarto posto per passare nella stagione successiva al Chions, militante in Serie D.
Il 24 marzo 2021 viene ingaggiato dall'Union Feltre, club di Serie D, al posto dell'esonerato Paolo Favaretto.
Il 10 novembre 2021 assume la guida del Treviso, formazione iscritta al campionato di Eccellenza, al posto dell'esonerato Gianni Migliorini. Al termine del campionato, aggancia la seconda posizione in classifica, ma dopo i playoff regionali non riesce a raggiungere gli spareggi nazionali per la promozione in Serie D, venendo così sollevato dall'incarico.
Il 18 gennaio 2023 viene annunciato come nuovo allenatore del Portogruaro, club Veneto di Serie D, che naviga nelle zone basse della classifica. Dopo non essere riuscito ad invertire la rotta, il 2 aprile seguente viene sollevato dall'incarico.

## Palmarès

### Giocatore

#### Competizioni giovanili
- Torneo di Viareggio: 1

Inter: 1986

#### Competizioni nazionali
- Campionato italiano Serie C2: 1

Alessandria: 1990-1991 (girone A)